# مارك ليدوكس
مارك ليدوكس هو لاعب تنس الطاولة بلجيكي، ولد في 4 مارس 1986 في لا لوفيير في بلجيكا.